# 卡斯泰尔诺多藏-拉巴雷尔
卡斯泰尔诺多藏-拉巴雷尔（法語：Castelnau d'Auzan Labarrère，法語發音：[kastɛlno dozan labaʁɛʁ]）是法国热尔省的一个市镇，属于孔东区。该市镇于2016年由原市镇卡斯泰尔诺多藏和拉巴雷尔合并而成。

## 地理
卡斯泰尔诺多藏-拉巴雷尔（43°56'57"N, 0°5'11"E）面积56.78 平方千米，位于法国奧克西塔尼大區热尔省，该省份为法国西南部内陆省份，北起顺时针与洛特-加龙省、朗德省、大西洋比利牛斯省、上比利牛斯省、上加龙省、塔恩-加龙省接壤。

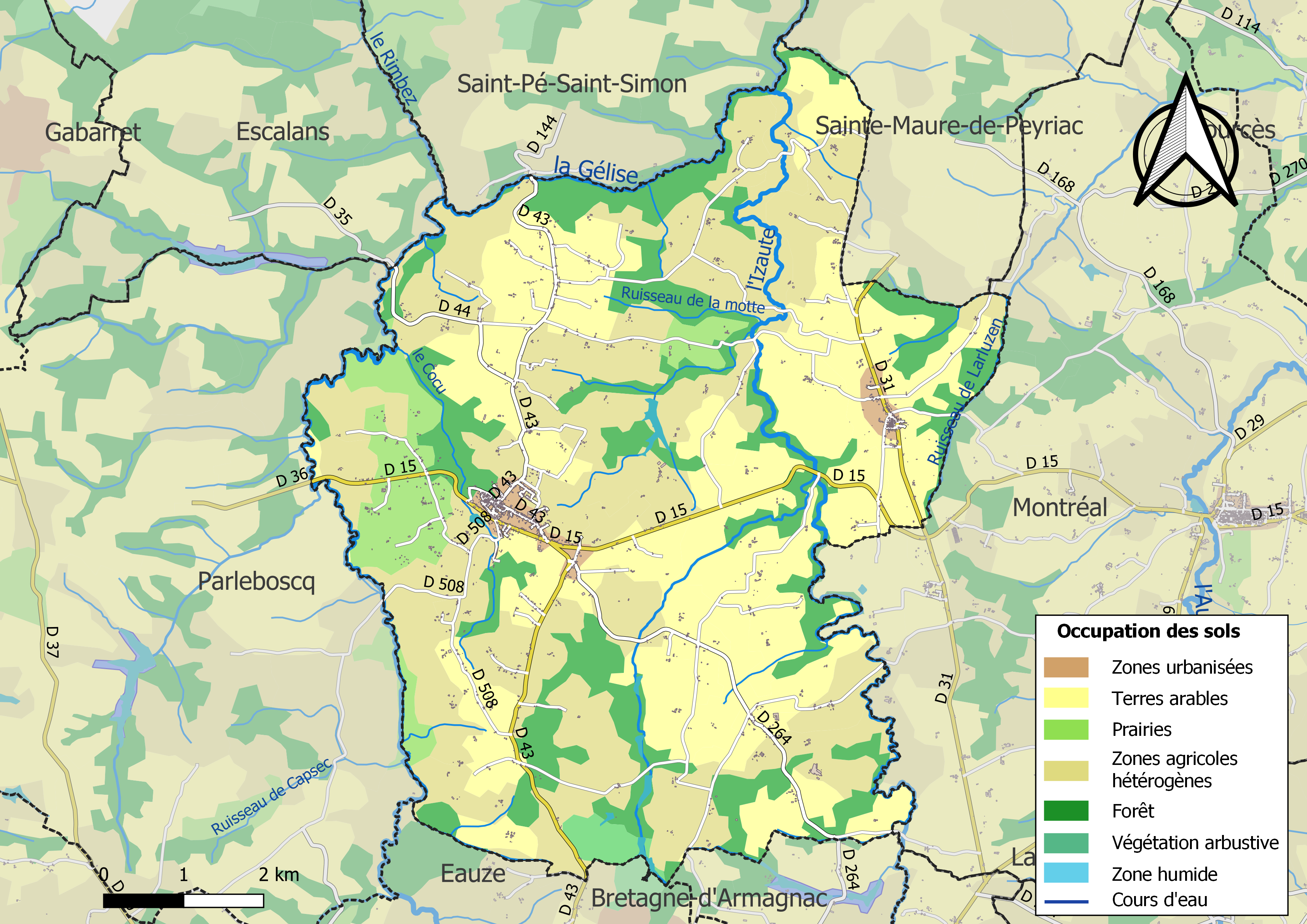
卡斯泰尔诺多藏-拉巴雷尔的OSM定位图

与卡斯泰尔诺多藏-拉巴雷尔接壤的市镇（或旧市镇、城区）包括：圣佩-圣西蒙、圣莫尔德佩里亚克、蒙雷阿勒、布列塔尼-达马尼亚克、埃欧兹、帕尔勒博斯克、埃斯卡朗。
卡斯泰尔诺多藏-拉巴雷尔的时区为UTC+01:00、UTC+02:00（夏令时）。

## 行政
卡斯泰尔诺多藏-拉巴雷尔的邮政编码为32250、32440，INSEE市镇编码为32079。

## 政治
卡斯泰尔诺多藏-拉巴雷尔所属的省级选区为阿马尼亚克-泰纳雷兹县。

## 人口
卡斯泰尔诺多藏-拉巴雷尔于2022年1月1日时的人口数量为1185人。